# تعاونية الإنتاج الزراعي

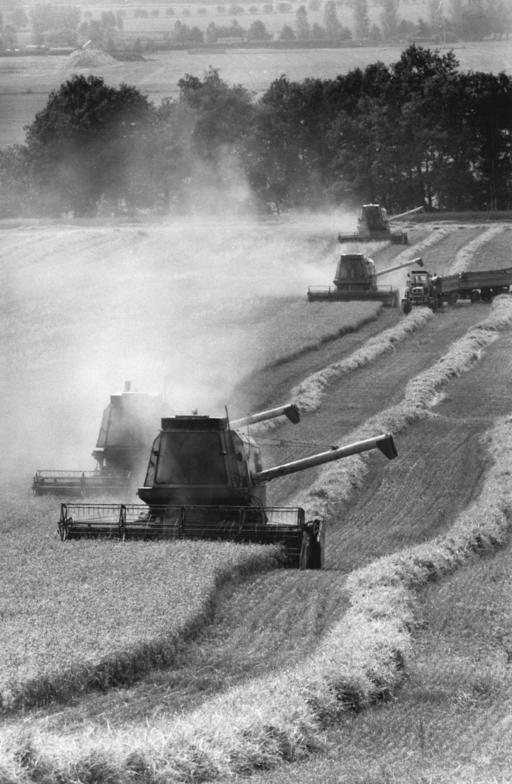
1986 حصاد القمح في غاز البترول المسال

تعاونية الإنتاج الزراعي (بالألمانية: Landwirtschaftliche Produktionsgenossenschaft) والتي تختصر بأحرف LPG هي التسمية الرسمية للمزارع الجماعية الكبيرة في ألمانيا الشرقية، المقابلة لمفهوم كولخوز السوفيتي.
في الزراعة في ألمانيا الشرقية كان تجميع الأراضي الزراعية الخاصة والمملوكة للدولة بمثابة تطور لسياسة الأمن الغذائي (على حساب المزارعين البرجوازيين). بدأت في سنوات الاحتلال السوفيتي (1945-1948) كجزء من الحاجة إلى إدارة الموارد في منطقة الاحتلال السوفيتي . بدءًا من المصادرة القسرية لجميع ملكيات الأراضي التي تزيد مساحتها عن 100 ها (250 أكر)، تم إعادة توزيع الأرض في حزم صغيرة من حوالي 5 إلى 7 ها (12 إلى 17 أكر) للاجئين الذين لا يملكون أرضٍ والذين طردوا من الأراضي التي كانت تحت سيطرة ألمانيا سابقًا إلى الشرق. تم منح المزارعين الجدد حقوق ملكية محددة للأرض والذي يعني أن يحتفظوا بها طالما كانوا يعملون فيها. في أوائل الخمسينات من القرن الماضي ، تم طرد المزارعين الذي تبقى لديهم ملكيات كبيرة (60 إلى 80 ها (150 إلى 200 أكر)) من خلال اتباع وسائل كمنع الوصول إلى الآلات المجمعة وتحديد أهداف الإنتاج التي ارتفعت بشكل كبير مع مساحة الأراضي المملوكة إلى مستويات كان من المستحيل تحقيقها.
إلى جانب هذه الإجراءات القسرية ، تم تشجيع المزارعين القدامى والجدد أصحاب الأراضي الصغيرة على تجميع الموارد في شكل تعاوني قانوني في تعاونية الإنتاج الزراعي ، حيث تم في البداية مشاركة الأرض فقط ولكن فيما بعد الحيوانات والآلات وكذلك العمل معًا. ولم تبقى هذه المزارع «المملوكة للدولة» -على الرغم من قلة عددها- باستثناء ما ذكر أعلاه ، من الناحية القانونية في الملكية الخاصة وتعاونية الإنتاج الزراعي ، على الرغم من أن كثيرا ما يسيطر عليها الحزب الشيوعي ، لينينية ، كان كياناً قانونياً متميزاً يعمل بشكل مستقل إلى حد ما ضمن قيود الاقتصاد المخطط المركزي . ولكن منذ أوائل الستينيات ، إزداد الضغط على المزارعين المستقلين المتبقين للانضمام إلى تعاونية الإنتاج الزراعي ودمجها في أشكال مجمعة بالكامل. أدت هذه العملية ، والدافع إلى زيادة التصنيع ، في السبعينيات من القرن الماضي إلى فصل إنتاج المحاصيل والإنتاج الحيواني ودمج كل منهما عبر القرى لتشكيل وحدات تعاونية أكبر بكثير حيث ، على سبيل المثال ، تعاونية الإنتاج الزراعي واحد لإنتاج المحاصيل ربما 3,000 ها (7,400 أكر) من الأرض ستوفر العلف لغازين مسال يعملان في الإنتاج الحيواني
لم تعد تعاونية الإنتاج الزراعي بعد إعادة توحيد ألمانيا عام 1990 شكلاً قانونيًا للأعمال التجارية وقد تم تقديم لوائح تحكم حلها وإعادة هيكلة الشركات إلى أشكال قانونية أخرى. استعاد بعض أعضاء تعاونية الإنتاج الزراعي السابقين ، مِن من لديهم خلفية عائلية قوية في الزراعة المستقلة أراضيهم وبدأوا مرة أخرى كمزارعين مستقلين يعيدون إحياءها من خلال الاستئجار. ولكن في معظم الحالات ، بقي أولئك الأعضاء أو أطفالهم للحصول على مستوى معين من التعويض مقابل التنازل عن حقوق عضويتهم لمجموعة أساسية أصغر من المديرين السابقين الذين تولوا بعد ذلك العمل في الشكل الجديد (شركة مسؤولية محدودة (ألمانيا)). كانت عملية التسوية والتعويض في بعض الأحيان محل نزاع وفي بعض الأحيان تم قبولها بالاستقالة اعتمادًا على مقدار الثروة التي سيتم توزيعها وعلى درجة الثقة من قبل الأعضاء العامين وسكان القرية في قدرة المديرين على الاستمرار في المشروع على أنهم أرباب عمل ناجحين. استمر وجود تعاونية الإنتاج الزراعي على النحو المسموح به بموجب القانون الألماني الحالي ، وهو شكل من أشكال التعاونية الزراعية.

## روابط خارجية
- ملفات الموضوعات الألمانية الشرقية: أرشيف المجتمع المفتوح للزراعة ، بودابست
- بيان صحفي حول قضية قانونية ألمانية تتعلق بشركة تعاونية الإنتاج الزراعي
- معجم للمصطلحات والاختصارات الخاصة بالزراعة الألمانية والزراعة الدقيقة مترجمة إلى الإنجليزية